# Gerardus Elberink

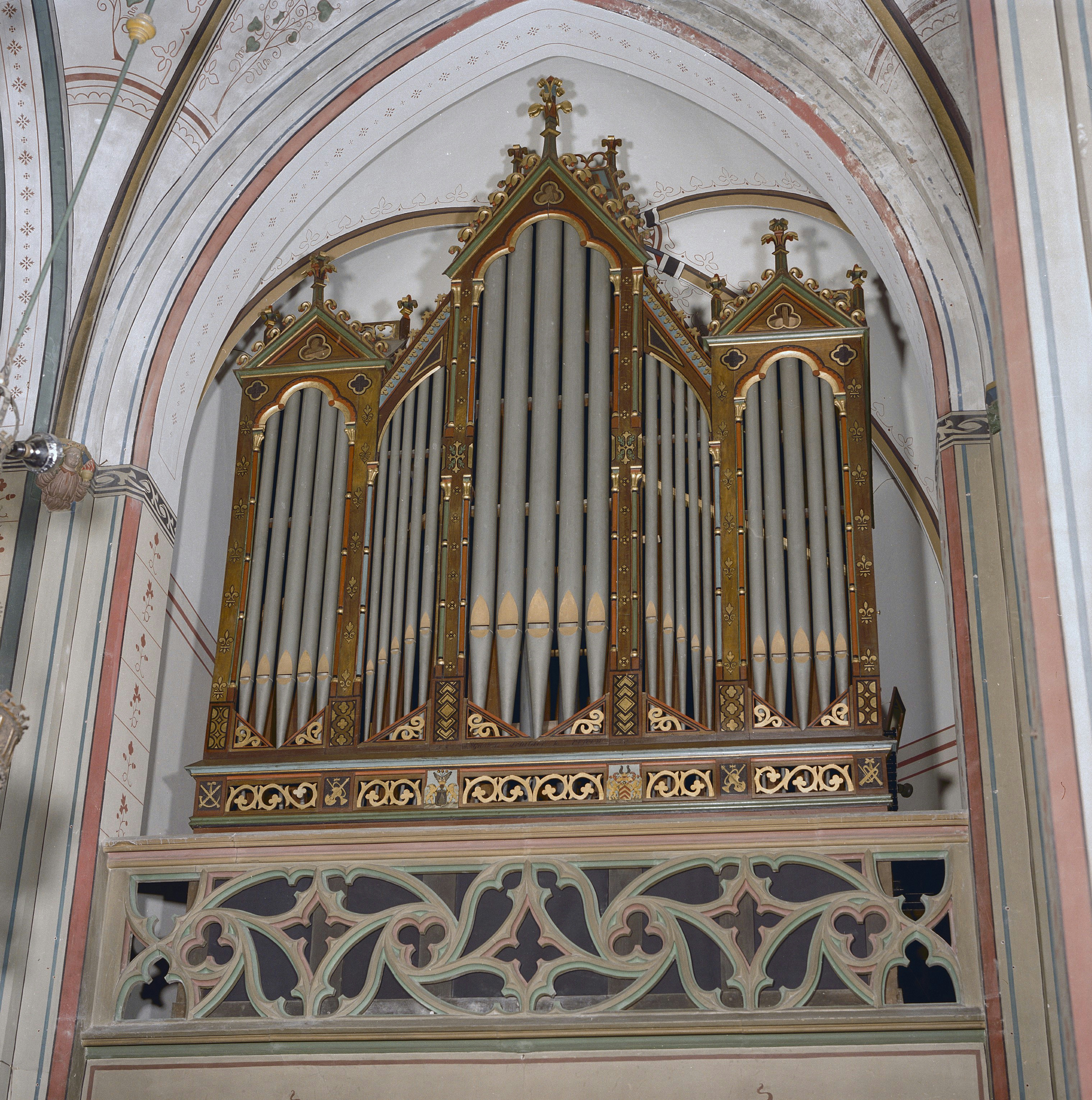
Elberink-orgel uit 1873 in de Sint-Willebrorduskerk in Vierakker

Gerardus Elberink (Geesteren, 16 juli 1825 - Enschede, 29 mei 1897) was een Nederlandse orgelbouwer.

## Leven en werk
Hij was het derde kind van de landbouwer Albertus Elberink en zijn vrouw Gesina Lammerink. Uit het huwelijk werden zes kinderen geboren. Het is niet bekend wanneer en op welke wijze Elberink in aanraking kwam met de orgelbouw. Hij zou een leerling zijn geweest van Bätz te Utrecht, maar dit kan niet worden aangetoond.
Omstreeks 1855 woonde Elberink in Oldenzaal. Op 28 mei 1863 huwde hij in zijn woonplaats met Antonetta Hendrika van Zutphen, geboren in Oldenzaal op 3 augustus 1831. Uit het huwelijk werden vijf kinderen geboren. In 1890 vestigden Elberink, zijn vrouw en de ongehuwde dochter Johanna Christina Maria zich in Enschede.
Elberink was een van de laatste Overijsselse orgelmakers die hun instrumenten op ambachtelijke wijze vervaardigden. Hij was zich dat ook bewust, want over het pijpwerk van het orgel voor de kerk in zijn geboorteplaats Geesteren staat in het bestek vermeld dat alle pijpen niet van de fabriek worden betrokken, maar door hemzelf zullen worden vervaardigd.
Elberink mocht in Twente, na het herstel van de kerkelijke hiërarchie, vooral opdrachten verwachten van de rooms katholieke geestelijkheid. Toch waren er uitzonderingen, zoals de restauratie van het Heilmann-Courtainorgel van de Almelose doopsgezinde kerk en de uitbreiding van het Vorenwegorgel in de Nederlands-hervormde kerk te Oldenzaal. Veel orgels van Elberink zijn in de loop der tijd gesloopt of drastisch gewijzigd. Het orgel in Vierakker in de Sint Willibrorduskerk bleef nagenoeg ongeschonden.
Tot de belangrijkste werkzaamheden, zowel nieuwbouw als uitbreiding van orgels, behoren:
- 1856 Rossum, r.k. kerk;
- 1862 Geesteren, r.k. kerk;
- 1864 Oldenzaal, n.h. kerk;
- 1865 Weerselo, r.k. kerk;
- 1868 Tilligte, r.k. kerk;
- 1870 Heeten, r.k. kerk;
- 1871 Reutum, r.k. kerk;
- 1871 Ootmarsum, klooster;
- 1873 Vierakker, r.k. Sint Willibrorduskerk;
- 1876 Deurningen, r.k. kerk;
- 1878 Almelo, doopsgezinde kerk.

Adema · Gebroeders Van der Aa · Jacobus Armbrost · Bakker & Timmenga · Johann Bätz · Jonathan Bätz · Joseph Binvignat · Sander Booij · Martin Butter · Van Dam · Matthijs van Deventer · Geert Pieters Dik · Johannes Duyschot · Roelof Barentszn Duyschot · Bernhardt Edskes · Marten Eertman · Gerardus Elberink · Elbertse · Antoon van Elen · Flentrop · Dirk Flentrop · Heinrich Hermann Freytag · Rudolf Garrels · Justus Geerkens · Pieter Geerkens · Gradussen · Albertus van Gruisen · Willem van Gruisen · Nicolaas van Hagen · Willem Hardorff · Hendrik Hermanus Hess · Jan van den Heuvel · Jan Adolf Hillebrand · Albertus Antoni Hinsz · Bernard Petrus van Hirtum · Nicolaas van Hirtum · Cornelis Hoornbeek · Klop Orgels & Klavecimbels · Hermanus Knipscheer · Johan Frederik Kruse · Ernst Leeflang · Lohman · Jan van Loo · Michaël Maarschalkerweerd · Pieter Maarschalkerweerd · Abraham Meere · Roelf Meijer · Michaël Mercator · Carl Friedrich August Naber · Familie Niehoff · Cornelis van Oeckelen · Petrus van Oeckelen · Detlef Onderhorst · Pels & Van Leeuwen · Pereboom & Leijser · Elbert Pluer · Radersma · Joachim Reichner  · Reil · Cornelis Rogier · Mense Ruiter · Conradus Ruprecht II · Hans Wolff Schonat · Franciscus Cornelius Smits · Frans Casper Snitger · Johannes Stephanus Strümphler · Johannes Wilhelmus Timpe · Valckx & Van Kouteren · Kam & Van der Meulen · Henk Veeningen · Matthijs Verhofstadt · Vermeulen · Verschueren · Johannes Vollebregt · Jacobus Vollebregt · Van Vulpen · Christian Gottlieb Friedrich Witte · Johan Frederik Witte · Lodewijk Ypma · Jacobus Zeemans
Zuid-Nederlands orgelbouwer (voor 1830)